# Hợp chúng quốc Ả Rập
Hợp chúng quốc Ả Rập (الدول العربية المتحدة, ad-Duwal al-ʿArabiyya al-Muttaḥida; dịch tiếng Anh: United Arab States) là bang liên tồn tại trong giai đoạn 1958-1961 giữa Cộng hòa Ả Rập Thống nhất (gồm Ai Cập và Syria) với Vương quốc Mutawakkilite Yemen.
Cộng hòa Ả Rập Thống nhất là một quốc gia có chủ quyền thành lập trên cơ sở liên minh giữa Ai Cập và Syria vào năm 1958. Ngày 8 tháng 3 cùng năm, Vương quốc Yemen (trước đó đã ký hiệp ước quốc phòng với Ai Cập) cùng với Cộng hòa Ả Rập Thống nhất ký hiệp ước lập ra một bang liên (confederation) lỏng lẻo có tên gọi là Hợp chúng quốc Ả Rập. Đứng đầu bang liên là một Hội đồng Tối cao gồm các nhà lãnh đạo mỗi quốc gia. Ngoài ra còn có một Hội đồng Liên bang và các cơ quan cấp dưới cùng phối hợp các chính sách đối ngoại, quốc phòng, văn hóa và kinh tế. Tuy nhiên, Cộng hòa Ả Rập Thống nhất và Vương quốc Mutawakkilite Yemen vẫn giữ nguyên hình thức chính phủ của riêng mình, và trong đa số trường hợp là giữ nguyên đại diện ngoại giao riêng ở nước ngoài. Chẳng những vậy, Vương quốc Mutawakkilite Yemen có quyền phủ quyết các quyết định ảnh hưởng tới nước này và vẫn giữ nguyên quân đội riêng.
Do mối quan hệ trở nên lạnh nhạt với Ai Cập mà vào tháng 6 năm 1961, các đại diện của Yemen được lệnh rời khỏi Hội đồng Liên bang vĩnh viễn. Hợp chúng quốc Ả Rập chính thức giải thể vào tháng 12 cùng năm sau khi Syria và Yemen lần lượt rời bang liên.